# Баб аль-Найраб
Баб аль-Найраб (с араб. بَاب النَّيْرَب‎, латиница: Bāb an-Nayrab, также пишется Баб аль-Найраб), что означает «Ворота аль-Найраба», были одними из девяти исторических ворот древнего города Алеппо на севере Сирии. Однако с тех пор они исчезли.
Название ворот отсылает к близлежащей деревне аль-Найраб, которая в настоящее время является пригородом Алеппо, поскольку они вели именно в эту деревню. Сегодня городской район, где раньше находились ворота, обычно называют Баб аль-Найраб. Однако официально он известен как Мухаммад-Бек.

## История
Ворота Баб аль-Найраб были возведены между 1216 и 1237 годами в юго-восточной части древнего города Алеппо. Их строительство было инициировано аль-Азизом Мухаммедом, правителем из династии Айюбидов, который являлся сыном своего предшественника аз-Захира Гази. Последний планировал строительство, но после смерти аз-Захира аль-Азиз реализовал этот замысел. Во времена правления аз-Захира Алеппо расширился на юг, и это было отмечено строительством новых ворот. Это была отправная точка главного пути, который вел в деревню аль-Найраб. Название «Найраб» происходит от сирийского слова «Нарб», что означает «равнина».
В конце правления мамлюков, в XV веке, Алеппо начал активно взаимодействовать с сельскими районами через Баб-эль-Найраб. Этот район стал главным перевалочным пунктом для сельскохозяйственных и скотоводческих товаров из окрестных деревень, которые затем попадали на городские рынки. Во времена Османской империи местные крестьяне и бедуины начали заселять Баб-аль-Найраб, который со временем превратился в полноценный квартал. Многие крестьяне были вынуждены покинуть свои родные места, в то время как бедуины, ведущие полукочевой образ жизни, зимовали в этом районе. Хотя большинство жителей Баб-эль-Найраба были мусульманами, их сообщество отличалось этническим разнообразием. Среди них были арабы, курды и туркмены. Наряду с Банкузой, Баб-эль-Найраб стал одним из самых влиятельных кварталов Алеппо. Здесь сельские иммигранты и караванные торговцы имели значительное влияние на общественный порядок и даже на городскую налоговую систему.

### Современная эпоха
В начале XX века население Баб-эль-Найраба составляло около 12 000 человек. Жители этого района не желали проходить военную службу по призыву арабского правительства короля Фейсала, которое непродолжительное время правила в Сирии после распада Османской империи в 1917-1918 годах. Позже Баб-эль-Найраб стал важным участником сирийского движения сопротивления против французов, которые пытались установить свой контроль над страной в 1919 году. Лидеры двух известных местных кланов, Абд аль-Фаттах аль-Байтар и Канджу Хамада, а также несколько членов влиятельного клана аль-Берри и представители менее знатных семей сформировали крупное ополчение, включающее пехоту, кавалерию и пулемётное подразделение. 3 июля 1920 года французская армия взяла под свой контроль Алеппо. Однако жители Баб-эль-Найраба ещё некоторое время оказывали символическое сопротивление.
В период правления Хафеза Асада в Алеппо было реализовано множество проектов городского развития. Одним из них стал снос значительной части района Баб аль-Найраб, чтобы освободить место для новых дорог, которые должны были пройти через Старый город. Многие жители Алеппо поддержали эти планы, однако против сноса выступила масштабная кампания, в которой приняли участие общественные деятели. В 1977 году им удалось добиться признания Баб-эль-Найраба историческим памятником в Сирийском совете по древностям. В результате был создан комитет по сохранению этого района. Несмотря на это, некоторые высокопоставленные члены правящей партии Баас и губернатор Алеппо настаивали на реализации планов развития, объясняя это необходимостью модернизации города. Этот конфликт произошёл в период напряжённости в Алеппо, вызванной противостоянием между властями и объявленными вне закона сирийскими «Братьями-мусульманами».
В Баб-эль-Найрабе масштабные разрушения происходили весной 1979 года и летом 1982 года. После того как ЮНЕСКО внесла весь Старый город, включая Баб-эль-Найраб, в список объектов Всемирного наследия, дальнейшие планы застройки были отменены. Однако деятельность Сирийского управления по делам древностей и ЮНЕСКО была в основном сосредоточена на сохранении квартала Баб-эль-Фарадж, а не Баб-эль-Найраба.
Сегодня Баб аль-Найраб представляет собой обширный и густонаселенный район, расположенный на юго-восточной границе Старого города и вокруг него. Часть района, расположенная за стенами Старого города, известна как «популярный» район, где проживают люди из низшего класса. Официально этот округ известен как Мухаммад-Бек. Согласно информации Центрального статистического бюро Сирии, в 2004 году население Мухаммад-Бека составляло 16 771 человек.
В начале августа 2012 года в Баб-эль-Найрабе, в рамках гражданской войны в Сирии, происходили ожесточенные бои между повстанцами из Свободной Сирийской армии (ССА) и местным проправительственным племенем аль-Берри. Причиной конфликта стала казнь лидера племени Зейно аль-Берри, осуществлённая ССА. В ответ на это племя аль-Берри заявило о своей решимости отомстить.
Как сообщает Associated Press, 25 сентября 2012 года сирийская армия нанесла артиллерийский удар по этому району. 4 октября правозащитная организация «Сирийский центр мониторинга за соблюдением прав человека» заявила о новых обстрелах.